# Fontaine-Mâcon
 Fontaine-Mâcon  là một xã ở tỉnh Aube, thuộc vùng Grand Est ở phía bắc miền trung nước Pháp.